# Палійчук Борис Дмитрович

Меморіальна дошка Борису Палійчуку (Київ)

Борис Дмитрович Палійчук (4 червня 1913, Вільно — 2 квітня 1995, Київ) — радянський і український письменник, сценарист.

## Життєпис
Борис Дмитрович Палійчук народився 4 червня 1913 у м. Вільно в родині залізничника. Працював слюсарем. Закінчив Харківське авіаційне училище (1935). З 1935 по 1941 рр. — кореспондент республіканських газет. Учасник німецько-радянської війни. Тривалий час був головним редактором журналу «Радянська Україна». Друкувався з 1938 р.
Автор книжок: «Фронтовые стихи», «Военный народ», «Новая Каховка», «Твердыня» та ін., сценаріїв фільмів: «Здравниці Карпат» (1951), «Ліси Закарпаття» (1956), «Київ 1957» (1957), «До 40-річчя Комуністичної партії України», «З попелу і руїн», «На кручах Дніпровських» (1960), «Безсмертя подвигу» (1964), «Битва за Київ» (1974, у співавторстві).
Автор пісень до кінокартин: «Нерозлучні друзі» (1953), «Командир корабля» (1954), «Одного чудового дня» (1955), «Гори, моя зоре!» (1957), «Ключі від неба» (1965), «Непосиди» (1967).
Нагороджений двома орденами Вітчизняної війни другого ступеня, орденом Червоної Зірки, медалями.
Член Національної Спілки письменників України.
Багато років жив у смт Макарові. Помер на 82-му році життя 2 квітня 1995 року.